# Dębska Wola (gromada)
Dębska Wola – dawna gromada, czyli najmniejsza jednostka podziału terytorialnego Polskiej Rzeczypospolitej Ludowej w latach 1954–1972.
Gromady, z gromadzkimi radami narodowymi (GRN) jako organami władzy najniższego stopnia na wsi, funkcjonowały od reformy reorganizującej administrację wiejską przeprowadzonej jesienią 1954 do momentu ich zniesienia z dniem 1 stycznia 1973, tym samym wypierając organizację gminną w latach 1954–1972.
Gromadę Dębska Wola z siedzibą GRN w Dębskiej Woli utworzono – jako jedną z 8759 gromad na obszarze Polski – w powiecie jędrzejowskim w woj. kieleckim, na mocy uchwały nr 13b/54 WRN w Kielcach z dnia 29 września 1954. W skład jednostki weszły obszary dotychczasowych gromad Dębska Wola, Zbrza, Kawczyn, Drochów Górny i Drochów Dolny ze zniesionej gminy Sobków w tymże powiecie.
1 stycznia 1955 gromadę włączono do powiatu kieleckiego w tymże województwie, gdzie ustalono dla niej 15 członków gromadzkiej rady narodowej.
31 grudnia 1961 do gromady Dębska Wola przyłączono obszar zniesionej gromady Obice ze zlikwidowanego powiatu chmielnickiego w tymże województwie.
1 stycznia 1969 do gromady Dębska Wola przyłączono wieś Chmielowice ze zniesionej gromady Łukowa, przyłączonej tego samego dnia do powiatu kieleckiego z powiatu jędrzejowskiego.
Gromada przetrwała do końca 1972 roku, czyli do kolejnej reformy gminnej.